# Lee Myung-jae
Đây là một tên người Triều Tiên, họ là Lee.
Lee Myung-jae (tiếng Hàn: 이명재; Hanja: 李明載; sinh ngày 4 tháng 11 năm 1993) là một hậu vệ bóng đá Hàn Quốc thi đấu cho Ulsan Hyundai FC và Đội tuyển bóng đá U-20 quốc gia Hàn Quốc.

## Sự nghiệp câu lạc bộ
Lee gia nhập Ulsan Hyundai năm 2014 và ra mắt ở giải vô địch trước Incheon United ngày 23 tháng 3 năm 2014.
Anh chuyển đến Albirex Niigata theo dạng cho mượn ngày 24 tháng 6 năm 2014.

## Sự nghiệp quốc tế
Anh từng là thành viên của đội tuyển U-20 quốc gia Hàn Quốc for the Toulon Tournament 2014.

## Thống kê câu lạc bộ
| Thành tích câu lạc bộ | Thành tích câu lạc bộ  | Thành tích câu lạc bộ | Giải vô địch | Giải vô địch | Cúp                   | Cúp                   | Cúp Liên đoàn | Cúp Liên đoàn | Châu lục | Châu lục  | Tổng cộng | Tổng cộng |
| Mùa giải              | Câu lạc bộ             | Giải vô địch          | Số trận      | Bàn thắng    | Số trận               | Bàn thắng             | Số trận       | Bàn thắng     | Số trận  | Bàn thắng | Số trận   | Bàn thắng |
| Hàn Quốc              | Hàn Quốc               | Hàn Quốc              | Giải vô địch | Giải vô địch | Cúp KFA               | Cúp KFA               | —             | —             | Châu Á   | Châu Á    | Tổng cộng | Tổng cộng |
| --------------------- | ---------------------- | --------------------- | ------------ | ------------ | --------------------- | --------------------- | ------------- | ------------- | -------- | --------- | --------- | --------- |
| 2014                  | Ulsan Hyundai          | K League 1            | 2            | 0            | 0                     | 0                     | —             | —             | 1        | 0         | 3         | 0         |
| Nhật Bản              | Nhật Bản               | Nhật Bản              | Giải vô địch | Giải vô địch | Cúp Hoàng đế Nhật Bản | Cúp Hoàng đế Nhật Bản | J. League Cup | J. League Cup | Châu Á   | Châu Á    | Tổng cộng | Tổng cộng |
| 2014                  | Albirex Niigata (mượn) | J1 League             | 5            | 0            | 0                     | 0                     | 0             | 0             | -        | -         | 5         | 0         |
| Hàn Quốc              | Hàn Quốc               | Hàn Quốc              | Giải vô địch | Giải vô địch | Cúp KFA               | Cúp KFA               | —             | —             | Châu Á   | Châu Á    | Tổng cộng | Tổng cộng |
| 2015                  | Ulsan Hyundai          | K League 1            | 2            | 0            | 0                     | 0                     | —             | —             | —        | —         | 2         | 0         |
| Tổng cộng             | Nhật Bản               | Nhật Bản              | 5            | 0            | 0                     | 0                     | 0             | 0             | —        | —         | 5         | 0         |
| Tổng cộng             | Hàn Quốc               | Hàn Quốc              | 4            | 0            | 0                     | 0                     | —             | —             | 1        | 0         | 5         | 0         |
| Tổng cộng sự nghiệp   | Tổng cộng sự nghiệp    | Tổng cộng sự nghiệp   | 9            | 0            | 0                     | 0                     | 0             | 0             | 1        | 0         | 10        | 0         |